# Estación de Iñarrachu
Iñarrachu es un apeadero ferroviario situado en el municipio español de Amurrio en la provincia de Álava, comunidad autónoma del País Vasco. Forma parte de la línea C-3 de Cercanías Bilbao operada por Renfe.

## Situación ferroviaria
La estación se encuentra en el punto kilométrico 214,1 de la línea férrea de Castejón a Bilbao por Logroño y Miranda de Ebro a 235 metros de altitud.

## La estación
Aunque situada en el tramo Bilbao-Orduña de la línea férrea que pretendía unir Castejón con Bilbao inaugurado el 1 de marzo de 1863, no se dispuso de ninguna estación en la zona. Su creación fue posterior -en la década de los 70 del siglo XX- a raíz de la creación del polígono industrial de Saratxo.
Se sitúa cerca del polígono industrial de Aldaiturriaga. Sus sencillas instalaciones se limitan a dos andenes laterales a los que acceden dos vías. Dispone de marquesinas en ambos lados para los viajeros.

## Servicios ferroviarios

### Cercanías
Los trenes de la línea C-3 de la red de Cercanías Bilbao que opera Renfe tienen parada en la estación. En total unos 30 trenes diarios entre semana dan servicio a la misma. La frecuencia se reduce a 10 trenes diarios durante el fin de semana. Los trenes CIVIS no se detienen en Iñarratxu.
| procedencia/destino | < estación | Línea | estación > | destino/procedencia |
| ------------------- | ---------- | ----- | ---------- | ------------------- |
| Bilbao Abando       | Amurrio    |       | Orduña     | Orduña              |